# Jezioro eutroficzne

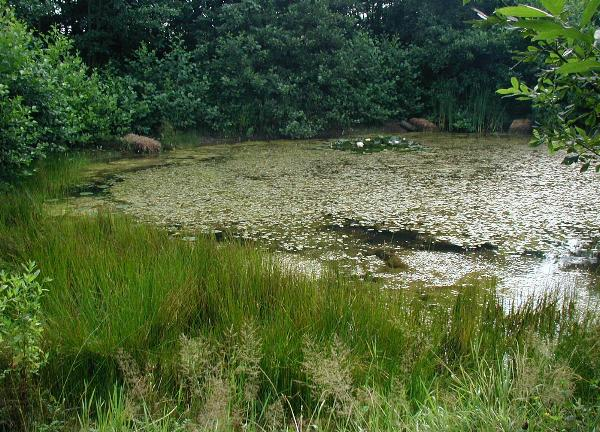
Jeziorko eutroficzne

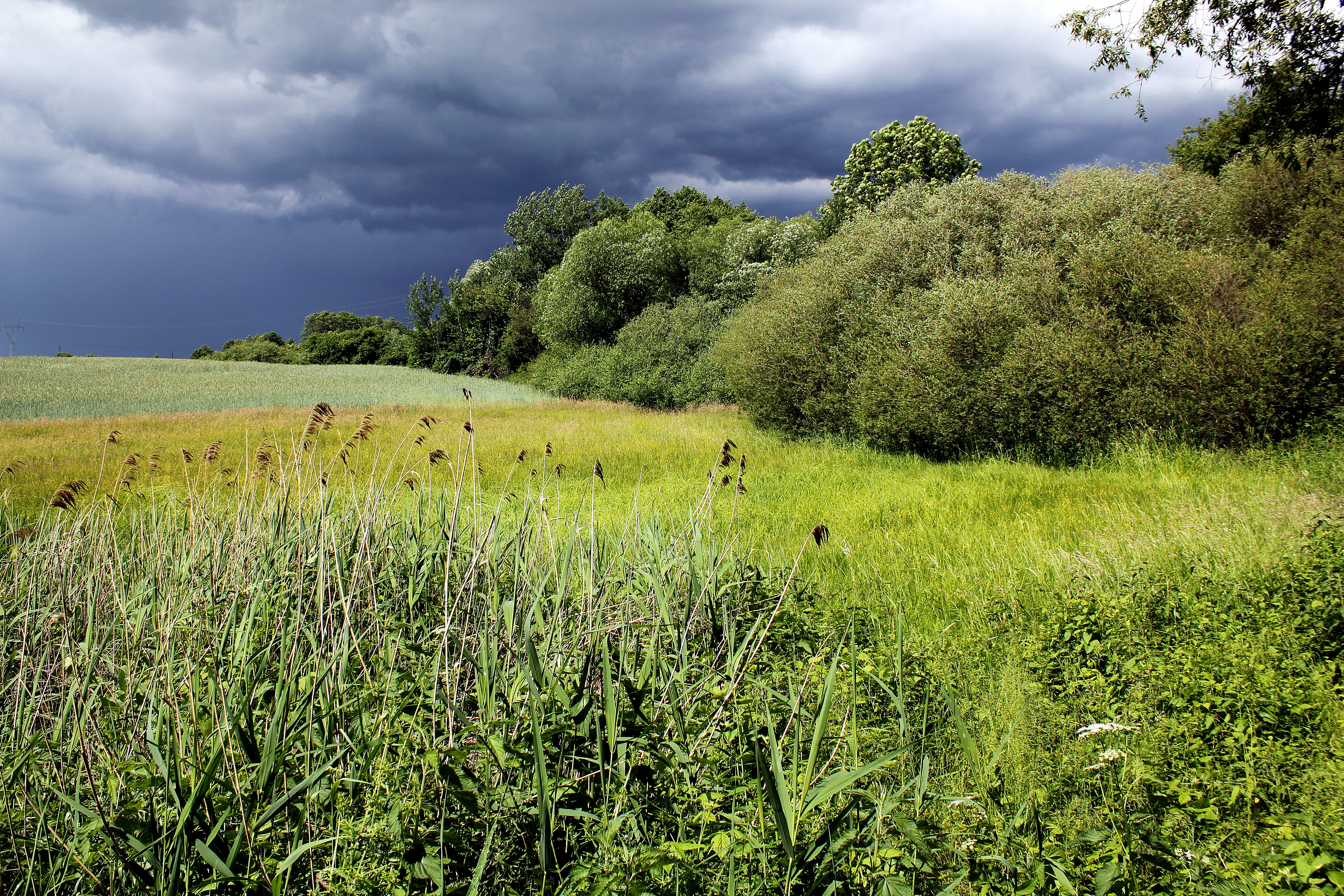
Zarośnięte dawne oczko wodne na Pojezierzu Wielkopolskim jako przykład zanikania jezior w procesie eutrofizacji

Jezioro eutroficzne – w typologii jezior: jezioro słodkowodne odznaczające się dużym stężeniem substancji odżywczych rozpuszczonych w wodzie, co powoduje silny rozwój życia biologicznego przy jednoczesnym spadku ilości tlenu w wodzie i ograniczeniu procesów mineralizacji.

## Charakterystyka
Jeziora eutroficzne nie są głębokie, ich woda obfituje w sole mineralne i ma odcień zielony lub zielonożółty co spowodowane jest masowym rozwojem glonów. Charakteryzują się małą przezroczystością wody, w takich zbiornikach zasięg penetracji światła słonecznego do wód jest niewielki, szczególnie latem, i sięga niekiedy tylko 20–100 cm. Wody takich jezior mają odczyn zasadowy lub obojętny.
Skutkiem tego jest pojawienie się organizmów beztlenowych i powstawanie mułu jeziornego, które prowadzi do powolnego wypłycania zbiornika, przekształcania go w torfowisko, bagno itp., później całkowitego zaniku jeziora.
Naturalne jeziora eutroficzne zostały w systemie Natura 2000 w krajach Unii Europejskiej uznane za siedlisko przyrodnicze (kod 3150) wymagające ochrony.

## Roślinność
W jeziorach eutroficznych Europy roślinność jest zwykle uboga i jednostajna. Są to zazwyczaj zespoły oczeretów, rdestnic i tzw. lilii wodnych. Szerokie szuwary tworzą zwykle: trzcina pospolita, oczeret jeziorny, pałka wąskolistna i pałka szerokolistna. 
Roślinność tworzy układ przestrzenny, inny w strefie przybrzeżnej (litoralnej), inny w strefie głębinowej, jeszcze inny w strefie otwartej. Zmienność siedliska powoduje pasowe rozmieszczenie roślinności.
W strefie roślinności dennej występują m.in.:
- moczarka kanadyjska – w jeziorach Hańcza, Serwy, Wigry, jezioro Boczne i Gaładuś,
- ramienice:
  - Chara fragilis, Chara rudis, Chara tomentosa, Chara jubata, Chara contraria – masowo występują w jeziorach Wigry, Hańcza, Serwy, Sajno, Gaładuś i Długie Sejneńskie,
  - Chara strigosa – występuje w jeziorze Hańcza (gatunek nie jest znany dotąd z innych jezior Polski).
- mchy wodne
  - Scorpidium scorpioides – występująca masowo w jeziorze Wigry,
  - Fontinalis antipyretica – w jeziorach Studzienicznym, Sajno, Necko, Gaładuś.

W płytkich partiach strefy dennej: rośliny kwiatowe, roślinność o liściach pływających na powierzchni wody. Strefa ta obejmuje zazwyczaj wąski pas, gdzie spotyka się głównie: rdestnice, oczerety oraz zwarte skupienia ponikła błotnego, szczególnie w jeziorach Wigry, Sajno, Zelwa, Wilkokuk, rzadziej grzybienie białe, grążel żółty i przęstka pospolita (Wigry).
W miejscach bardziej wypłyconych szuwary ustępują roślinności turzycowej (turzyce wysokie): turzyca błotna, turzyca zaostrzona, turzyca dzióbkowata, turzyca pęcherzykowata, przy brzegu jeziora graniczą z nimi zarośla wierzbowe i lasy olszowe.

## Świat zwierząt
w strefie przybrzeżnej:
- różne gatunki ślimaków, małże, larwy owadów, ryby drapieżne i niedrapieżne, jak: płoć, okoń, szczupak, leszcz, wzdręga, ukleja.

w pasie oczeretów:
- liczne gatunki kaczek, zwłaszcza cyranka i krzyżówka, łyski, kurki wodne, perkozy, tracze, trzciniaki, nieraz także dzikie gęsi i łabędzie.